# GOOD MUSIC (曲)
「GOOD MUSIC」（グッド・ミュージック）は、KICK THE CAN CREWの12枚目のシングル。2003年9月10日発売。
2003年8月6日発売の「性コンティニュー」から始まった5ヵ月連続7リリースの第2弾。

## 収録曲
1. GOOD MUSIC
作詞:MCU/LITTLE/KREVA、作曲:MCU/LITTLE/KREVA/DJ TATSUYA
「顔PASSブラザーズ」での作品。後のアルバムタイトルにもなっている作品。
2. 自由TIME
作詞:MCU/LITTLE/KREVA、作曲:MCU/LITTLE/KREVA/DJ TATSUYA
後にアルバム「GOOD MUSIC」では“自由TIME album edit”で収録されている。
3. 性コンティニュー (live)
前作のライブバージョン。

## 収録アルバム
- GOOD MUSIC (#1,2、#2はアルバム・バージョン)